# Семейство Кардашьян
«Семейство Кардашьян» (англ. Keeping Up with the Kardashians) — американское реалити-шоу. Премьера шоу состоялась в 14 октября 2007 года на телеканале E! и длилось до 20 июня 2021 года.
Автором идеи является Райан Сикрест, который также выступал в качестве исполнительного продюсера. Шоу в основном посвящено сестрам Ким, Кортни и Хлои Кардашьян и их единоутробным сестрам Кендалл и Кайли Дженнер. В нем также участвуют их родители, Крис и Кейтлин Дженнер, и брат Роб. Партнеры сестер Кардашьян также участвовали в шоу.
Шоу подвергалось критике с момента его премьеры. Его часто критикуют за высокую степень акцента на концепции «знаменит тем, что знаменит», а также за то, что некоторые аспекты его сюжетных линий кажутся сфабрикованными. Несколько критиков также отметили отсутствие интеллекта в шоу. Однако некоторые критики признали реалити-шоу «греховным удовольствием» и признали успех семьи. Несмотря на негативные отзывы, шоу получило высокие рейтинги зрителей, став одним из самых успешных в сети и завоевав несколько призов зрительских симпатий.
Премьера финального сезона состоялась 18 марта 2021.

## История создания
Роберт Кардашьян и Кристен Хоутон поженились в 1978 году, и у них родились четверо детей: дочери Кортни, Ким и Хлоя и сын Роб. Пара развелась в 1991 году. В 1991 году Крис вышла замуж за олимпийского чемпиона по десятиборью Брюса Дженнера (с 2015 года трансгендерная женщина по имени Кейтлин Дженнер). В 1994 году Роберт попал в центр внимания СМИ, когда защищал О. Дж. Симпсона за убийства Николь Браун Симпсон и Рональда Голдмана. У Крис и Кейтлин две общие дочери, Кендалл и Кайли. Роберт умер в 2003 году, через восемь недель после того, как у него был диагностирован рак пищевода.
Сестры Кардашьян стали чаще появляться в центре внимания средств массовой информации. В начале 2000-х Ким работала личным ассистентом у наследницы отеля и звезды реалити-шоу Пэрис Хилтон. Во время работы у Ким ненадолго завязалась очень тесная дружба с Хилтон. Эта дружба помогла повысить личную известность Ким, позволив ей время от времени появляться в эпизодах телешоу Хилтон «Простая жизнь». Кроме того, тесная дружба Ким и Хилтон гарантировала, что Ким будет появляться на публике, на снимках папарацци, вместе с Хилтон. Ким также работала на нескольких других знаменитостей в начале 2000-х, что еще больше увеличило ее известность и связи. Примечательно, что в 2004 году Ким стала личным стилистом певицы Брэнди Норвуд. В конце концов она превратилась в штатного стилиста и работала личным байером и стилистом актрисы и певицы Линдси Лохан.
Хлоя, Ким и Кортни открыли модный бутик Dash в Калабасасе, штат Калифорния. На протяжении всей карьеры Ким имела громкие отношения, в том числе с братом Брэнди Норвуд, певцом Рэем Джеем, а позже с певцом Ником Лаше. В 2005 году Кортни снялась в своем первом реалити-шоу Filthy Rich: Cattle Drive.
В феврале 2007 года произошла утечка домашнего порно, которое Ким сняла с Рэем Джеем несколькими годами ранее.Vivid Entertainment купила права на него за 1 миллион долларов и выпустила его 21 февраля. Ким подала в суд на Vivid за право собственности на порно, но в апреле 2007 года отказалась от иска, рассчитавшись с Vivid Entertainment за 5 миллионов долларов. Выпуск порно внес большой вклад в рост популярности Ким Кардашьян и ее семьи.

## Участники
- Крис Дженнер, бывшая жена Брюса Дженнера, бывшая жена умершего Роберта Кардашьяна, мать шестерых детей.
- Брюс Дженнер (Кейтлин Дженнер), бывший муж Крис Дженнер.
- Кортни Кардашьян, старшая дочь Крис.
- Ким Кардашьян, вторая дочь Крис.
- Хлои Кардашьян, третья дочь Крис.
- Роберт Артур Кардашьян, единственный сын из 6 детей Крис.
- Кендалл Дженнер, четвёртая дочь Крис.
- Кайли Дженнер, пятая дочь Крис.

## Критика
Шоу было предметом постоянных замечаний со стороны критиков с момента его создания. Брайан Лоури, обозреватель шоу для Variety, сказал, что сеть расширяет свой объектив, чтобы охватить весь спектр раздражающих выходок, включая сестер Ким: Хлои и Кортни, маму Крис и отчима Брюса Дженнера. Теперь две группы бесполезных богатых детей будут показаны в бессмысленных реалити—шоу. Джиния Беллафонте из New York Times сравнила шоу с другим реалити-шоу Gene Simmons Family Jewels и воскликнула, что: Шоу Кардашьян ― это не об эксцентричной семье, живущей обычной жизнью, оно об отчаявшихся женщинах, карабкающихся на вершину славы, и это кажется намного более жутким.
Лора Берроуз из IGN раскритиковала семью за то, что они слишком корыстны в свою пользу и используют данную платформу только для того, чтобы получить еще больше сомнительной славы. После завершения второго сезона шоу Берроуз написала: Те, кто смотрит это шоу хотят верить, что у этих «эгоистичных куриц» есть души и они действительно готовы на все ради своих близких, но эти два сезона доказывают обратное.
Роксана Хадади в своем обзоре для The Washington Post, крайне негативно отнеслась к реалити—шоу из-за его абсурдности и прокомментировала, что шоу: четко отражает все пороки Ким и Ко. Амайя Ривера, пишущая о сериале для Popmatters, отметила: Действительно, есть что-то ненормальное в такой сильной жажде внимания у Кардашьян. Но что еще хуже — совершенно скучно наблюдать, как эта семья живет своей ограниченной жизнью. Харриет Райан и Адам Чорн из Los Angeles Times написали: «Семейство Кардашьян» — это голливудская версия The Brady Bunch ― безобидные шутки смешанной семьи на фоне богатства и известных связей. Джессика Чазмар из Washington Times сказала, что шоу иллюстрирует моральный, духовный и культурный упадок американцев. Часмар подчеркнула его негативное влияние и отметила: Америка 50-летней давности относилась бы к мисс Кардашьян со смесью презрения и жалости, смущенная самой идеей того, что самые интимные моменты жизни молодой леди транслируются на всеобщее обозрение.
Тем не менее, некоторые критики были более позитивно настроены по отношению к шоу. Ряд изданий приветствовали его как «греховное удовольствие», в том числе Huffington Post, The Atlantic и The Week. Лорен Ле Вайн из Refinery29 высоко оценила успех семьи, которая осуществила американскую мечту сделать что-то из ничего, используя данную платформу.

## Награды
Несмотря на негативные отзывы критиков, шоу было номинировано на несколько телевизионных премий и выиграло их.
| Год  | Награда                   | Категория                              | Номинант                                             | Результат | Прим   |
| ---- | ------------------------- | -------------------------------------- | ---------------------------------------------------- | --------- | ------ |
| 2008 | Teen Choice Awards        | Choice TV: Celebrity Reality Show      | Keeping Up with the Kardashians                      | Номинация | [ 23 ] |
| 2008 | Teen Choice Awards        | Choice TV Reality/Variety Star: Female | Kim Kardashian                                       | Номинация | [ 23 ] |
| 2009 | Teen Choice Awards        | Choice TV: Reality Show                | Keeping Up with the Kardashians                      | Номинация | [ 24 ] |
| 2009 | Teen Choice Awards        | Choice TV Reality/Variety Star: Female | Kim Kardashian                                       | Номинация | [ 24 ] |
| 2010 | Teen Choice Awards        | Choice TV: Reality Show                | Keeping Up with the Kardashians                      | Победа    | [ 25 ] |
| 2010 | Teen Choice Awards        | Choice TV Reality/Variety Star: Female | The Kardashian sisters                               | Победа    | [ 25 ] |
| 2010 | Teen Choice Awards        | Choice TV: Parental Unit               | Kris Jenner and Caitlyn Jenner                       | Номинация | [ 25 ] |
| 2011 | Teen Choice Awards        | Choice Summer TV Show                  | Keeping Up with the Kardashians                      | Номинация | [ 26 ] |
| 2011 | Teen Choice Awards        | Choice TV Reality/Variety Star: Female | The Kardashian sisters                               | Победа    | [ 26 ] |
| 2011 | People’s Choice Awards    | Favorite TV Guilty Pleasure            | Keeping Up with the Kardashians                      | Победа    | [ 27 ] |
| 2012 | Teen Choice Awards        | Choice TV: Reality Show                | Keeping Up with the Kardashians                      | Номинация | [ 28 ] |
| 2012 | Teen Choice Awards        | Choice TV Reality/Variety Star: Female | The Kardashian sisters                               | Победа    | [ 28 ] |
| 2012 | People’s Choice Awards    | Favorite TV Celebreality Star          | Kim Kardashian                                       | Победа    | [ 29 ] |
| 2013 | Teen Choice Awards        | Choice TV: Reality Show                | Keeping Up with the Kardashians                      | Победа    | [ 30 ] |
| 2013 | Teen Choice Awards        | Choice TV Reality/Variety Star: Female | The Kardashian sisters                               | Победа    | [ 30 ] |
| 2014 | Teen Choice Awards        | Choice TV: Reality Show                | Keeping Up with the Kardashians                      | Победа    | [ 31 ] |
| 2014 | Teen Choice Awards        | Choice TV Reality/Variety Star: Female | The Kardashian sisters                               | Номинация | [ 31 ] |
| 2015 | Teen Choice Awards        | Choice TV: Reality Show                | Keeping Up with the Kardashians                      | Номинация | [ 32 ] |
| 2016 | Teen Choice Awards        | Choice TV: Reality Show                | Keeping Up with the Kardashians                      | Победа    | [ 33 ] |
| 2017 | Teen Choice Awards        | Choice TV: Reality Show                | Keeping Up with the Kardashians                      | Номинация | [ 34 ] |
| 2018 | Teen Choice Awards        | Choice Reality TV Show                 | Keeping Up with the Kardashians                      | Победа    | [ 35 ] |
| 2018 | E! People’s Choice Awards | Reality Show                           | Keeping Up with the Kardashians                      | Победа    | [ 36 ] |
| 2018 | E! People’s Choice Awards | Reality TV Star                        | Khloé Kardashian                                     | Победа    | [ 36 ] |
| 2019 | Teen Choice Awards        | Choice Reality TV Show                 | Keeping Up with The Kardashians                      | Номинация | [ 37 ] |
| 2019 | E! People’s Choice Awards | Reality Show                           | Keeping Up with The Kardashians                      | Победа    | [ 38 ] |
| 2019 | E! People’s Choice Awards | Reality TV Star                        | Khloé Kardashian                                     | Победа    | [ 38 ] |
| 2020 | E! People’s Choice Awards | Reality Show                           | Keeping Up with The Kardashians                      | Победа    | [ 39 ] |
| 2020 | E! People’s Choice Awards | Reality TV Star                        | Kim Kardashian                                       | Номинация | [ 39 ] |
| 2020 | E! People’s Choice Awards | Reality TV Star                        | Khloe Kardashian                                     | Победа    | [ 39 ] |
| 2021 | MTV Movie & TV Awards     | Best Fight                             | «Kourtney vs. Kim» — Keeping Up With The Kardashians | Победа    | [ 40 ] |